# Malaca
Malaca (en malayo: Melaka) es un estado de Malasia situada en la zona meridional de la península de Malaca, bañado por el estrecho de Malaca en su zona oriental. Fue fundado en 1401 y conquistado por Afonso de Albuquerque (24 de agosto de 1511). Llegó a ser uno de los enclaves comerciales más importantes junto con Goa (India) y Ceilán (Sri Lanka), por su posición geográfica. Conocido en la época como un emporio, concentraba el tráfico de mercancías entre Cantón, Japón, la India y las islas Molucas.
La capital del estado es la ciudad de Malaca. Dentro de las localidades del estado se encuentran Alor Gajah, Ayer Keroh, Batu Berendam, Benbam, Bukit Baru, Bukit Rambai, Klebang, Kuala Sungai Baru, Pulau Sebang y Sungai Udang.
Una gran diversidad de pueblos han existido durante mucho tiempo entre la comunidad local. Malayos, chinos, indios, baba nyonya, kristang, chitty y euroasiáticos son los principales grupos étnicos que viven en este estado en la actualidad.

## Toponimia
El nombre de Malaca proviene del árbol frutal Pokok Melaka, común en la zona.

## Historia

### Sultanato de Malaca

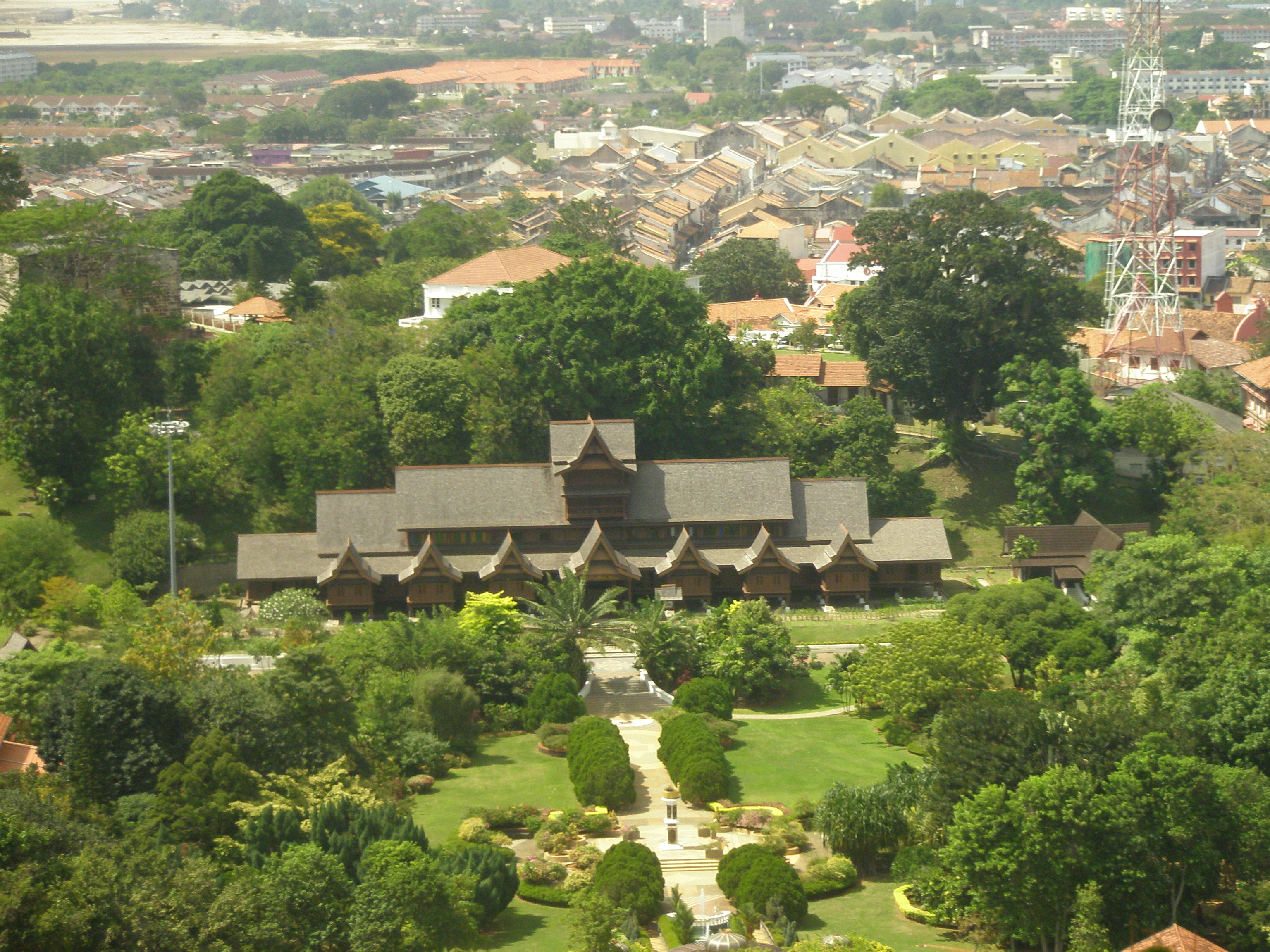
Réplica actual del antiguo Palacio del sultanato de Malaca.

Antiguamente, la zona estaba habitada por pescadores malayos. Malaca fue fundada a comienzos del 1400 por Paramésuara, también conocido como Iskandar Shah, el último rey de Singapura (actual Singapur), a raíz de una invasión que recibe su reino en 1377. Así es que en su camino encuentra Malaca, un puerto accesible en todas las estaciones, que además era un punto estratégico dentro del estrecho de Malaca.
En colaboración con los marinos malayos, Malaca se estableció como puerto internacional, con instalaciones amplias y seguras para el almacenamiento y el comercio de productos. Debido a su ubicación estratégica, Malaca también fue un punto de parada importante para la flota del explorador chino Zheng He.
En el apogeo de su poder, el Sultanato de Malaca gobernó el sur de la península malaya y gran parte de Sumatra. Su ascenso ayudó a mantener a raya la expansión hacia el sur de Tailandia y acelerar el declive del imperio rival de Java. Malaca también fue fundamental en la difusión del islam dentro del archipiélago malayo. Sin embargo, años después, en 1471, Vietnam (entonces conocido como Annam) comenzó su expansión hacia el sur, destruyendo Champa (hoy sur de Vietnam) y hostilizando a Malaca, en un intento por conquistarla.
La noticia sobre las riquezas de Malaca atrajo la atención de Manuel I, rey de Portugal, quien envió al almirante Diogo Lopes de Sequeira para encontrar Malaca y hacer un pacto comercial con su gobernante como representante de Portugal. Sequeira llegó a Malaca en 1509, convirtiéndose en el primer europeo en arribar al sudeste asiático.
Sequeira fue bien recibido por el sultán Mahmud Shah, sin embargo, un grupo de musulmanes provenientes de Goa (en aquel entonces en poder del Imperio otomano) se presentaron ante la corte del sultán convenciéndolo de que los portugueses eran una amenaza grave. Mahmud decidió entonces capturar a varios de los hombres de Sequeira, mató a otros y trató de atacar a los cuatro buques portugueses, que, aun así, lograron escapar. Tras este incidente, los portugueses se convencieron de que la conquista era el único camino para poder establecerse en Malaca.

### Enclave portugués

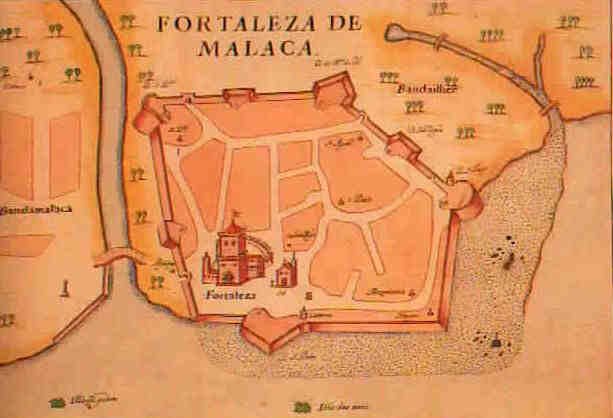
Mapa portugués del año 1630, con el fuerte y la ciudad de Malaca.

En abril de 1511, Afonso de Albuquerque zarpó desde Goa rumbo a Malaca con una fuerza de unos 1200 hombres y diecisiete o dieciocho barcos. Realizó una serie de demandas al sultán. Entre ellas, solicitó permiso para construir una fortaleza cerca de la ciudad. Obviamente, todas las demandas fueron rechazadas y estalló el conflicto: tras cuarenta días de lucha, Malaca cayó frente a los portugueses el 24 de agosto de ese año.
Albuquerque, previniendo futuros contraataques de Mahmud, diseñó y construyó una fortaleza en el antiguo emplazamiento del palacio del sultán y se quedó en Malaca hasta noviembre de 1511, preparando sus defensas. El sultán Mahmud Shah se vio obligado a huir de Malaca.
Como primera base comercial de un reino cristiano-europeo en el sudeste asiático, Malaca estaba rodeada por numerosos reinos musulmanes. Por lo tanto, el enclave tuvo que soportar batallas durante muchos años, lanzadas principalmente por los sultanes malayos que trataban de echar a los portugueses. Mahmud, por su parte, también realizó varios intentos para retomar la capital del sultanato, pero sus esfuerzos resultaron en vano.
Sin embargo, los portugueses tampoco lograron el objetivo que buscaban, ya que su invasión afectó a la organización de la red comercial asiática: en lugar de crear un puerto centralizado para el intercambio de las riquezas asiáticas en el Estrecho de Malaca, el comercio se terminó dispersando en numerosos puertos, que entraron en competencia. El puerto de Johor se convirtió en uno de los favoritos para los comerciantes asiáticos, mientras que Malaca comenzó a declinar como puerto comercial.
Peor aún, como el Sultanato de Malaca había sido un aliado de la dinastía Ming de China, la invasión portuguesa los enfureció. El Sultán Mahmud, después de huir de Malaca, envió una queja contra la invasión al emperador chino, lo que produjo que las autoridades chinas ejecutaran a varios portugueses y a otros los torturaran en las cárceles. A su vez, los comerciantes chinos boicotearon Malaca, haciendo negocios con los malayos y javaneses.
En el siglo XVII, la Compañía de las Indias Orientales Neerlandesas (Verenigde Oostindische Compagnie o VOC en neerlandés) comenzó a disputar el poder de Portugal en Oriente lanzando pequeñas incursiones y escaramuzas. En ese momento, los portugueses habían transformado Malaca en una fortaleza inexpugnable.
El primer intento serio fue el asedio de Malaca en 1606 por la tercera flota de la VOC, con once barcos, liderados por el almirante Cornelis Matelief de Jonge. Aunque los holandeses fueron derrotados, la flota portuguesa también sufrió numerosas víctimas. Además, la batalla sirvió para que los holandeses trabaran alianzas con los sultanatos de Johor y, más tarde, con el de Aceh.
En 1629, el Sultanato de Aceh, una potencia regional con una fuerza naval importante, decidió enviar varios cientos de naves al ataque de Malaca, pero la misión fue un rotundo fracaso. Según fuentes portuguesas, todas las naves de Aceh fueron destruidas, provocando la muerte de 19 000 hombres.
Finalmente, los holandeses y sus aliados locales lograron arrebatar Malaca a los portugueses el 14 de enero de 1641. De esta manera quedaba efectivamente destruido el último bastión del poder portugués en el archipiélago.

### Base holandesa
Si bien los holandeses se establecieron en Malaca, no tenían ninguna intención de convertirla en su base principal en Oriente, ya que sus esfuerzos estaban concentrados en la creación de Batavia (hoy Yakarta) como sede holandesa. Otros puertos portugueses también cayeron ante los holandeses, con lo cual la última colonia portuguesa en la zona que permaneció hasta el siglo XX fue el Timor portugués.

### Dominación británica

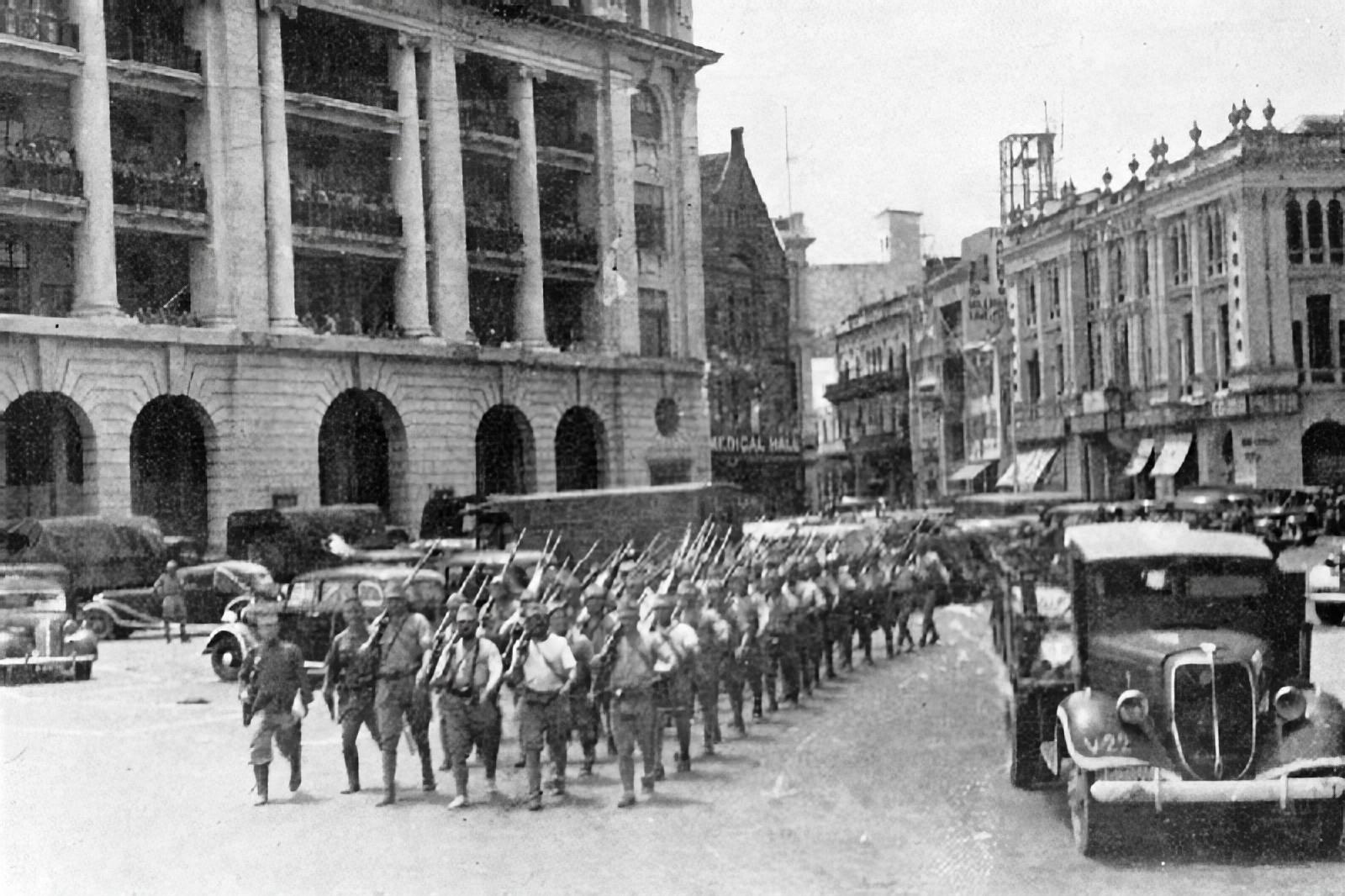
Tropas japonesas marchan victoriosas por Singapur.

Malaca se estableció como una de las bases más firmes de la Compañía de las Indias Orientales Neerlandesas. Sin embargo, en virtud de los términos del Tratado anglo-neerlandés de 1824, fue cedida a los británicos en 1824 a cambio de territorios como Bengkulu en Sumatra.
Desde 1826 hasta 1946, Malaca estuvo bajo el dominio británico, primero a través de la Compañía Británica de las Indias Orientales y luego como colonia de la Corona, formando parte de los "Establecimientos de los Estrechos", junto con Singapur y Penang.
Durante la Segunda Guerra Mundial, Japón invadió los Establecimientos de los Estrechos, asaltando Kelantan (Malasia) el 8 de diciembre de 1941. La flota británica fue inmediatamente destruida y el territorio sufrió bombardeos diarios por parte de los invasores.
El ejército japonés avanzó rápidamente hacia el sur a través de la península de Malaca, aplastando la resistencia aliada. Las fuerzas británicas no contaban con tanques, ya que estos no se consideraban aptos para la selva tropical y la infantería se mostró impotente contra los japoneses, que sí poseían tanques ligeros. Las fuerzas aliadas se vieron obligadas a retirarse hacia el sur, hacia Singapur.
El 16 de diciembre de 1941 cayó Penang y Malaca, el 15 de enero de 1942. El 31 de enero de ese año, apenas 55 días después del inicio de la invasión, los japoneses habían conquistado toda la península de Malaca y estaban listos para comenzar la famosa batalla de Singapur.
Con la mayoría de las defensas destrozadas y los suministros agotados, el teniente general Arthur Percival se rindió ante las fuerzas japonesas el 15 de febrero de 1942. Alrededor de 130.000 soldados indios, australianos y británicos se convirtieron en prisioneros de guerra. La caída de Singapur fue la mayor rendición de las fuerzas lideradas por los británicos en toda la historia.
Durante la ocupación, las fuerzas invasoras japonesas establecieron un trato particularmente cruel contra la población china local. Los japoneses trabajaron duro para convencer a la población malaya de que ellos eran los salvadores reales de Malasia mientras que Gran Bretaña era una fuerza imperialista que solo quería explotar los recursos de la zona. Un lema muy utilizado para ganar el apoyo local era "Asia para los asiáticos".
Los "Establecimientos de los Estrechos", junto con el resto de la península malaya, permanecieron bajo ocupación japonesa hasta agosto de 1945.

### Tras la Segunda Guerra Mundial

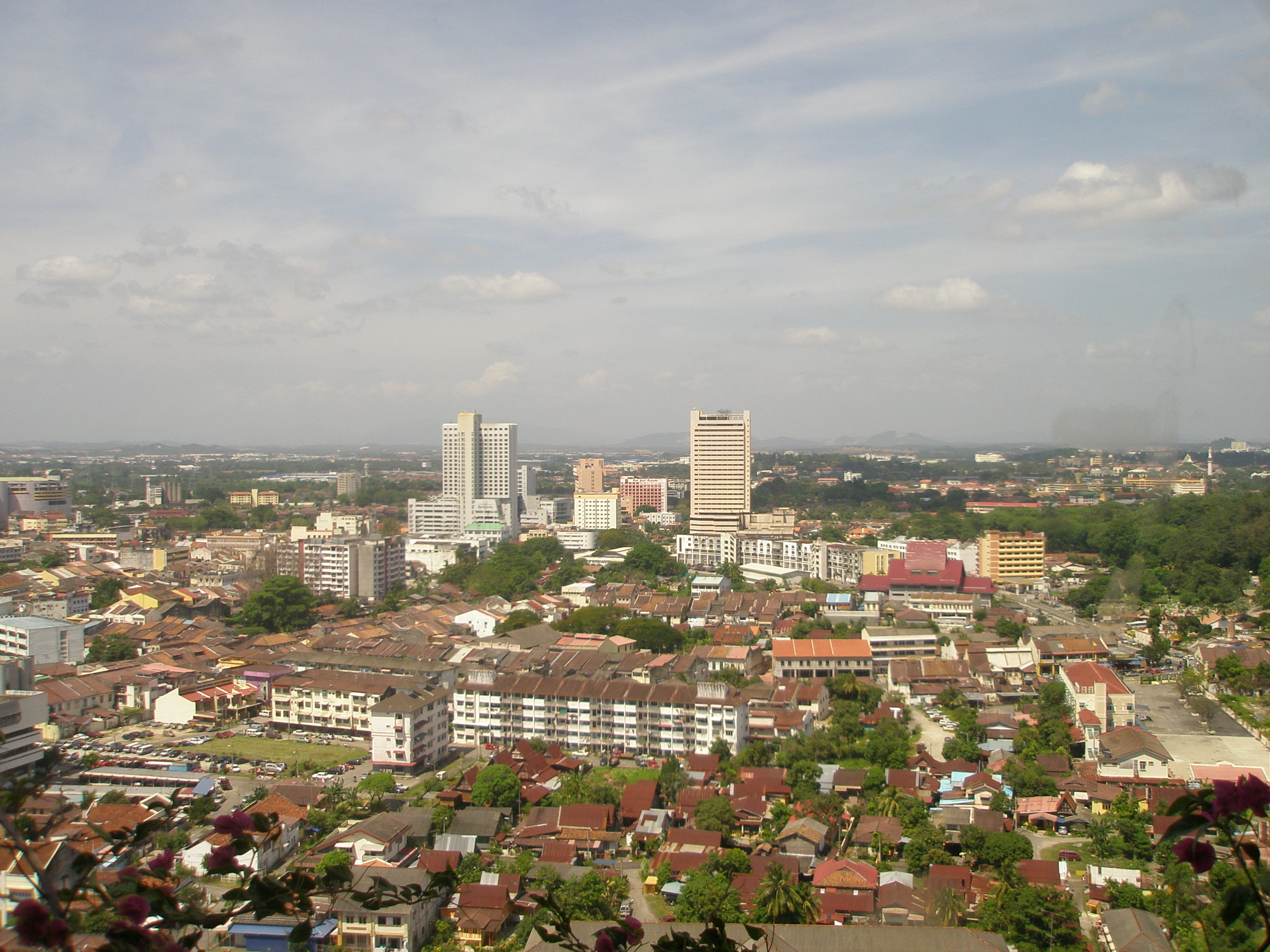
Vista de Malaca (2007).

Tras la rendición de Japón ante los aliados, el sudeste asiático cayó en un breve estado de anarquía y saqueo. Los británicos recobraron el control de la zona en el mes de septiembre de 1945 y establecieron una administración militar. Gran parte de la infraestructura había sido destruida durante la guerra, incluyendo los sistemas de abastecimiento de agua y electricidad y los servicios telefónicos, así como las instalaciones portuarias. Se trató de un período particularmente violento, marcado por el hambre y el desempleo de gran parte de la población.
El fracaso de Gran Bretaña para defender el territorio había destruido su credibilidad ante los ciudadanos de la región. Se generó un despertar político, basado en el anticolonialismo y los sentimientos nacionalistas. Los británicos, por su parte, estaban dispuestos a aumentar gradualmente la autonomía de sus antiguas colonias.
El 1 de abril de 1946 el territorio se reorganizó. Singapur se convirtió en una colonia separada con una administración civil encabezada por un gobernador, mientras que Penang y Malaca conformaron la nueva Unión Malaya. Debido a la gran oposición interna, se reorganizó una vez más como Federación Malaya en 1948, alcanzando la independencia el 31 de agosto de 1957. Singapur, Sarawak, Borneo Septentrional y la Federación se unieron para conformar Malasia el 16 de septiembre de 1963. Pero desde el principio se presentaron fuertes tensiones que condujeron a un conflicto armado con Indonesia y a la expulsión de Singapur el 9 de agosto de 1965.
Para fines del siglo XX el país vivió una bonanza económica que le permitió desarrollarse con rapidez.

## Cultura

### Malaca y George Town, históricas ciudades del estrecho de Malaca
Según la Unesco:

Las influencias de Asia y Europa han dotado a estas ciudades de un patrimonio multicultural particular, tanto tangible como intangible... Ambas ciudades poseen una arquitectura única y un paisaje urbano sin parangón, tanto en el este como en el sureste de Asia.

### Idiomas
Los idiomas oficiales son el malayo e inglés. También se habla el tamil y varios idiomas chinos del sur de China, como el Hokkien y el cantonés, como reflejo de la composición étnica de Malasia, con enorme influencia china e india. Todos los chinos, casi un tercio de la población, hablan diferentes idiomas chinos. El más popular es el mandarín, que es la lengua que se utiliza en las escuelas chinas, así como el tamil en las escuelas indias. El malayo es el medio de comunicación para todos los grupos raciales y culturales. También se habla el indonesio, lo que es lógico por la gran proporción de malayos que habitan la isla, y la proximidad entre el Bahasa Indonesia, idioma oficial de Indonesia y el Bahasa Malasia, de Malasia.